# Игит паша тюрбе
Игит паша тюрбе (на македонска литературна норма: Турбе на Јигит-паша; на турски: Paşa Yiğit Bey Türbe) е османска гробница, намираща се в град Скопие, Северна Македония.

## Местохоложение
Тюрбето е разположено на чаршията в комплекса на бившата Игит паша джамия, разрушена от бомбардировки в 1943 година. Разположено е на входа на чаршията между улиците „Битпазарска“, „Покриена чаршия“, „Евлия Челеби“ и „192“.

## История
Изградено е в XV век и в него е погребан завоевателят на Скопие Игит паша. Разрушено е от Скопското земетресение в 1963 година. Тюрбето е реставрирано по стари снимки и отворено на 1 юли 2016 година.

## Архитектура
В 2014 година около тюрбето са проведени археологически проучвания. Тюрбето принадлежи към типа отворени тюрбета с купол на барабан. Има шестоъгълна основа с дължина на едната страна 2,5 m и диагонали от около 5 m. Основата е правилни редове дялан камък, между които има редове тухли. На ъглите има шест стълба, които завършват с остра дъга и носят относително висок осемстранен барабан, засводен с купол. Под барабана има зъбчест венец от два реда тухли, а преходът към купола е с пандантиви. Куполът е бил покрит с олово. Вътрешността на купола и барабана е декорирана. Гробът е в засводена крипта от тухли под самото тюрбе. На криптата е поставен саркофагът с нишан.